# Estoloides affinis
Estoloides affinis là một loài bọ cánh cứng trong họ Cerambycidae.